# Taboué
Taboué est une localité du sud de la Côte d'Ivoire, au bord du golfe de Guinée dans le district des Lagunes. La localité est située dans la région des Grands Ponts, appartenant au département de Grand-Lahou.